# Fets de Prats de Molló
Els fets  de Prats de Molló foren una temptativa d'invasió militar des de la Catalunya del Nord per a independitzar Catalunya, planificada per Francesc Macià i la direcció d'Estat Català, descoberta i avortada el 1926. El pla consistia en la penetració de dues columnes —una des de Sant Llorenç de Cerdans; l'altra, des del coll d'Ares— que havien d'ocupar Olot, i proclamar-hi la República Catalana.

## Història

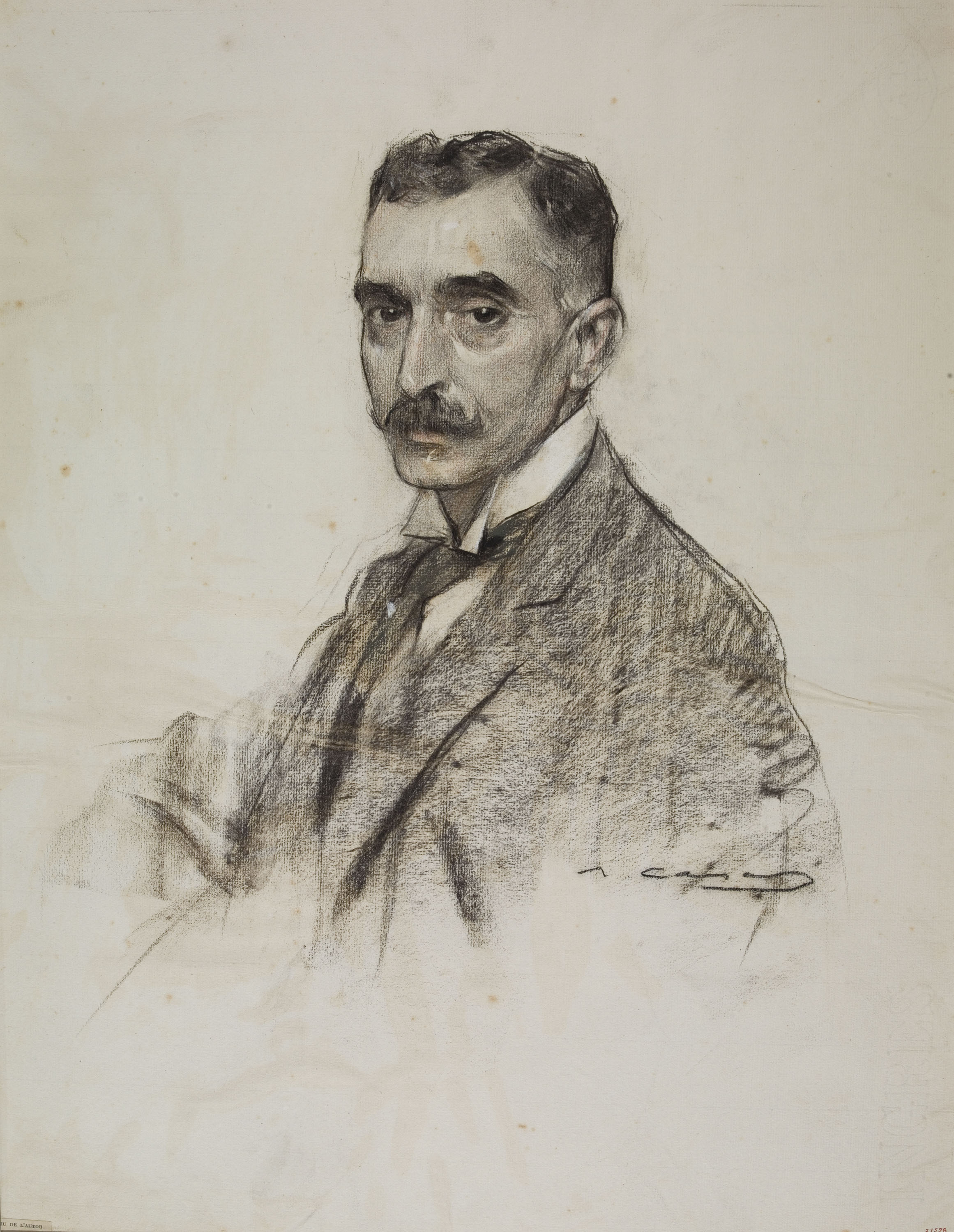
Francesc Macià, vist per Ramon Casas (MNAC)

Al principi del 1924, Macià es va instal·lar, juntament amb Josep Bordas de la Cuesta, Ernest Dalmau i Antoni Puch i Ferrer com a secretari, al carrer de Charles Duflos de Bois-Colombes, als afores de París, en una caseta aïllada en un lloc molt poc transitat. Més endavant, a partir del gener del 1925, esdevingué la seu del Comitè d'Acció de la Lliure Aliança, i s'hi incorporarien Ventura Gassol i Rovira, també com a secretari, Josep Carner i Ribalta, Josep Rovira i Canals, Josep Marlès i Sans i Martí Vilanova i Purcallas, entre d'altres. Estat Català tenia també altres locals a Tolosa de Llenguadoc, on hi havia Roc Boronat i Font i Juli Figueres, i a Perpinyà, on hi havia Artur Coromines i Josep Esparç, que actuaven com a centres de reclutament, i dels quals depenien grups establerts en altres llocs, com Costoja, Vilarosa, Espenazà, o els grups de Puigcerdà, la Seu d'Urgell i Andorra.
Van intentar formar una mena d'exèrcit amb desertors i exiliats. Per al seu finançament, el 23 d'abril del 1925, Macià va emetre l'Emprèstit Pau Claris (8.750.000 pessetes) que fou finançat pels catalans d'Amèrica. Macià nomenà com a lloctinents Josep Bordas de la Cuesta per a les qüestions polítiques, Josep Carner i Ribalta i Ventura Gassol i Rovira per a les de propaganda, Josep Rovira i Canals, Martí Vilanova, els germans Morella, Joaquim Carrió, Roc Boronat i Ferran Arqués per a les militars. A l'interior s'encarregaven de captar voluntaris Jaume Aiguader i Miró i Amadeu Bernadó i Calcató.
També aconseguí que se li unissin 60 voluntaris antifeixistes italians, alguns d'ells veterans de guerra, com Ricciotti Garibaldi jr i Arturo Rizzoli, que també actuarien com a instructors militars. Aquests dos s'oferiren a comprar armes amb Boronat i Rovira, que foren amagades a la vil·la Denise, llogada per Esparç. Macià era partidari de no dur a terme cap acció fins a tenir reclutats i preparats entre 400 i 500 voluntaris, però les rivalitats entre els diferents dirigents del partit (com Daniel Cardona i Civit) per a obtenir el suport dels catalans d'Amèrica i el fet que els sectors més joves i radicals (Bandera Negra) duguessin a terme el fracassat complot del Garraf van empènyer Macià a donar el vistiplau a l'operació abans de l'esperat.
El 30 d'octubre del 1926, Macià va donar ordre de mobilització i començaren l'entrenament militar a Sant Llorenç de Cerdans, on hi havia enterrades les armes.
El pla de l'atac consistia a crear dos grups de militars que, de matinada, travessarien la frontera que separa França amb Espanya (Catalunya del Nord i Catalunya del Sud) i s'endinsarien per camins de muntanya fins a prop d'Olot, on se'ls afegirien diversos grups més vinguts de l'interior.
Un cop reunits, l'estratègia marcava de caure per sorpresa per sobre la capital de la Garrotxa per a atacar les casernes de la Guàrdia Civil i dels carrabiners de l'exèrcit espanyol. En aquest moment, aprofitarien l'acció per difondre la notícia de la nova proclamació de la República Catalana mitjançant una emissora que ells mateixos transportarien. S'esperava que, en rebre la notícia de l'operació, el poble català se sollevés contra l'estat espanyol. Posteriorment, es marxaria cap a les Guilleries on s'instal·laria el campament de base i es prosseguirien les operacions.

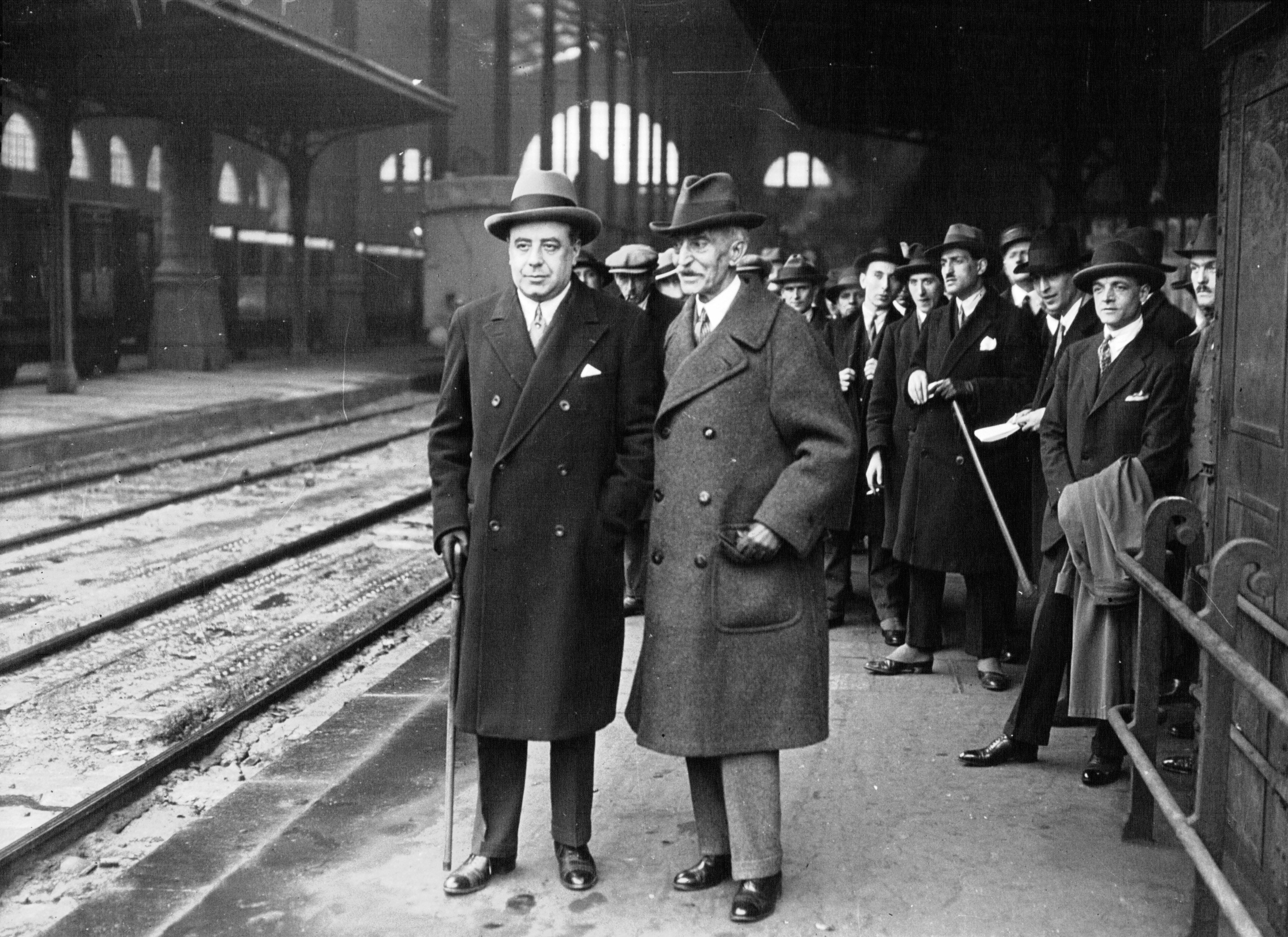
Macià amb l'advocat Torrès a punt d'anar-se'n de París

Ricciotti Garibaldi resultà ser un agent secret de Benito Mussolini i advertí de les intencions les autoritats espanyoles, qui en van avisar les autoritats franceses. El 4 de novembre del 1926 avortaren l'intent. Van detenir a Estagell els grups que, procedents de París i de Tolosa de Llenguadoc, es dirigien a Sant Llorenç de Cerdans (on eren amagades les armes), mentre que, a Vil·la Denise de Prats de Molló, eren detinguts Macià i el seu estat major. El 15 de novembre, uns 86 reclutats foren deportats a Bèlgica i 42 més foren detinguts, dels quals nou eren italians. Finalment, però, només 20 foren duts a París per ser jutjats: el mateix Macià, Ricciotti Garibaldi, Arturo Rizzoli, els germans Josep, Lluís i Pere Morella, Joan Moragues, Josep Fontbernat, Martí Vilanova, Juli Figueres, Roc Boronat, Josep Rovira, Josep Carner i Ribalta, Artur Coromines, Abelard Tona, Josep Bordas de la Cuesta, Josep Esparç, Ventura Gassol, Ernest A. Dalmau i Ramon Fabregat.

### El judici
Tingué lloc els dies 20, 21 i 22 de gener del 1927 a la sala correccional 12 del Tribunal Civil del Sena, a París. Els acusats catalans i Rizzoli foren defensats per Henri Torrès, Alexandre Zévaès, Pierre Gabriel, Pierre Cot i Pierre Loewel, mentre que Garibaldi ho fou pels advocats Campinchi i Bizos. Macià se'n va declarar únic responsable i va fer una declaració de principis en nom de tots, basada en els principis d'independència, democràcia i revolució. Això va donar al procés molt de ressò, de manera que feu conèixer arreu d'Europa el problema de Catalunya i la figura de Francesc Macià, qui assolia anys després el lideratge del catalanisme. Finalment, Macià i Garibaldi foren condemnats a dos mesos de presó i 100 francs de multa, i els altres, a un mes i 50 francs.